# Ranghel Gherovski
Ranghel Gherovski (în bulgară Рангел Геровски; n. 15 ianuarie 1959, Levskigrad, Plovdiv, Bulgaria – d. 26 aprilie 2004, Sofia, Bulgaria) a fost un luptător ce a reprezentat Bulgaria, medaliat olimpic. A participat la 2 ediții ale Jocurilor Olimpice (1988, 1992) în care a câștigat o medalie de argint.